# Nagyfülű denevér
A nagyfülű denevér vagy Bechstein egérfülű-denevére (Myotis bechsteinii) az emlősök (Mammalia) osztályának a denevérek (Chiroptera) rendjébe, ezen belül a kis denevérek (Microchiroptera) alrendjébe és a simaorrú denevérek (Vespertilionidae) családjába tartozó faj. 1901 óta védett, faj szerint 1974-ben megjelent gerinces védelmi jogszabály nyilvánította védetté. Többször került a kipusztulás közvetlen veszélyébe, jelenleg az 1982-ben megjelent OKTH rendelet gondoskodik fennmaradásáról.

## Előfordulása
Tipikus európai faj, elterjedésének centruma Közép-Európa. Megtalálható még Dél-Angliában, Észak-Spanyolországban, Franciaországban, a Balkán-félsziget északkeleti részein, Szicíliában, Észak-Olaszországban, kelet felé a Kaukázusig fordul elő, de mindenütt ritka. Hiányzik Írországból és Skandináviából. Erdőkben, öregebb parkokban él. Míg nyáron faodvakban tölti az éjszakát, télen szívesebben keres fel sziklahasadékokat és barlangokat. A nagyfülű denevér kedveli a természetes erdőket. Valószínűleg a modern erdőgazdálkodás miatt szorult vissza. Egy norfolki barlangban (Anglia) nagy mennyiségben bukkantak a csontjaira. Eszerint, bár ma már hiányzik innen, 3–4000 évvel ezelőtt még élt e terület erdeiben. Magyarországon szórványosan fordul elő a hegyvidékeken.

## Megjelenése
Testhossza 4,6–5,3 centiméter, farokhossza 3,4–4,4 centiméter, magassága 0,85–1,05 centiméter, alkarhossza 3,9–4,4 centiméter és testtömege 7–12 gramm. Közepes méretű faj, hosszú, széles füle van, ami azonban valamivel rövidebb, mint a nagyon hasonló horgasszőrű denevéré. Előrehajtott füle messze túlér az orrcsúcson. A fülön 8–10 redő is található. A fülfedő eléri a fülhossz felét. A szárnyvitorla a hátsó lábujj tövéig ér. Az utolsó farokcsigolya kiáll a farokvitorlából. Színezete felül barnás, alul világosszürke.

## Életmódja
Késő este indul táplálék után. Lassú, kimért, majdhogynem nehézkes röptéről ismerhető fel. Magányosan vadászik, kis csoportokban csak ritkán, nyáron lehet látni, általában szaporodási időszakban. Emberi füllel érzékelhető hangja mélynek és dörmögőnek hat, nagyon ritkán hallható. Télen magányosan és szabadon függeszkedve, barlangokban alszik. Tápláléka rovarok, amelyeket a levegőben fog el vagy a levelekről csípi fel.

## Szaporodása
Szaporodása más denevérekhez hasonló; a kis kölykezőszálláson csak 5–47 nőstény gyűlik össze.

## Védelme
Élőhelyeiken az erdők odvas, öreg fáinak megóvása, mert kivágásuk nyáron a szaporulatát veszélyezteti, télen az odúkban telelő példányok pusztulását okozhatja. Az odvas fák nélküli erdőkben búvóhely hiányában nem is képes fennmaradni, ezért ezekben az erdőkben a növényzet természetes állapotban való tartását biztosítják, helyenként speciális denevérodúk kihelyezésével, valamint a lakóhelyül szolgáló barlangok zavartalanságával próbálják állományának fennmaradását biztosítani.

## Képgaléria

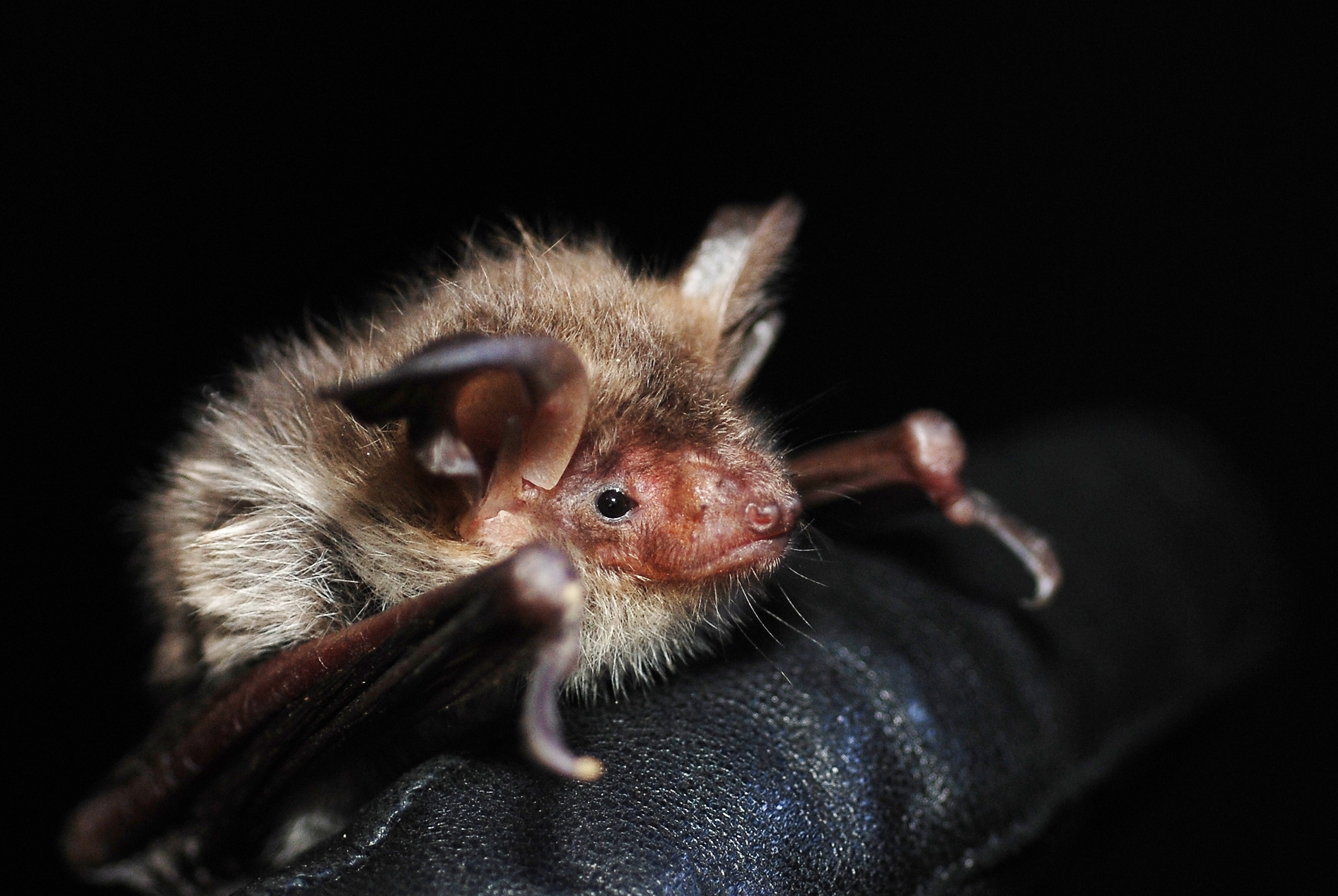
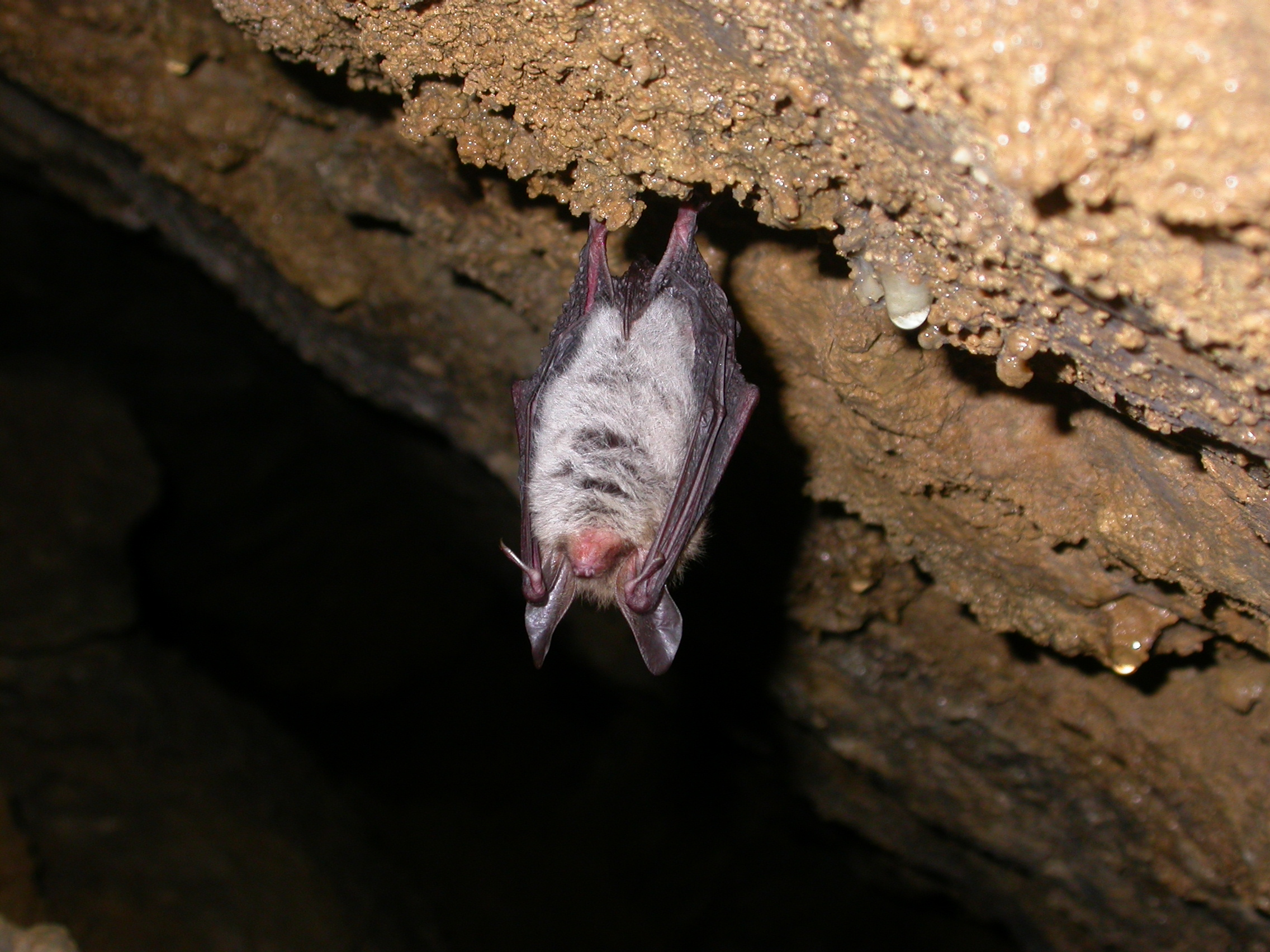
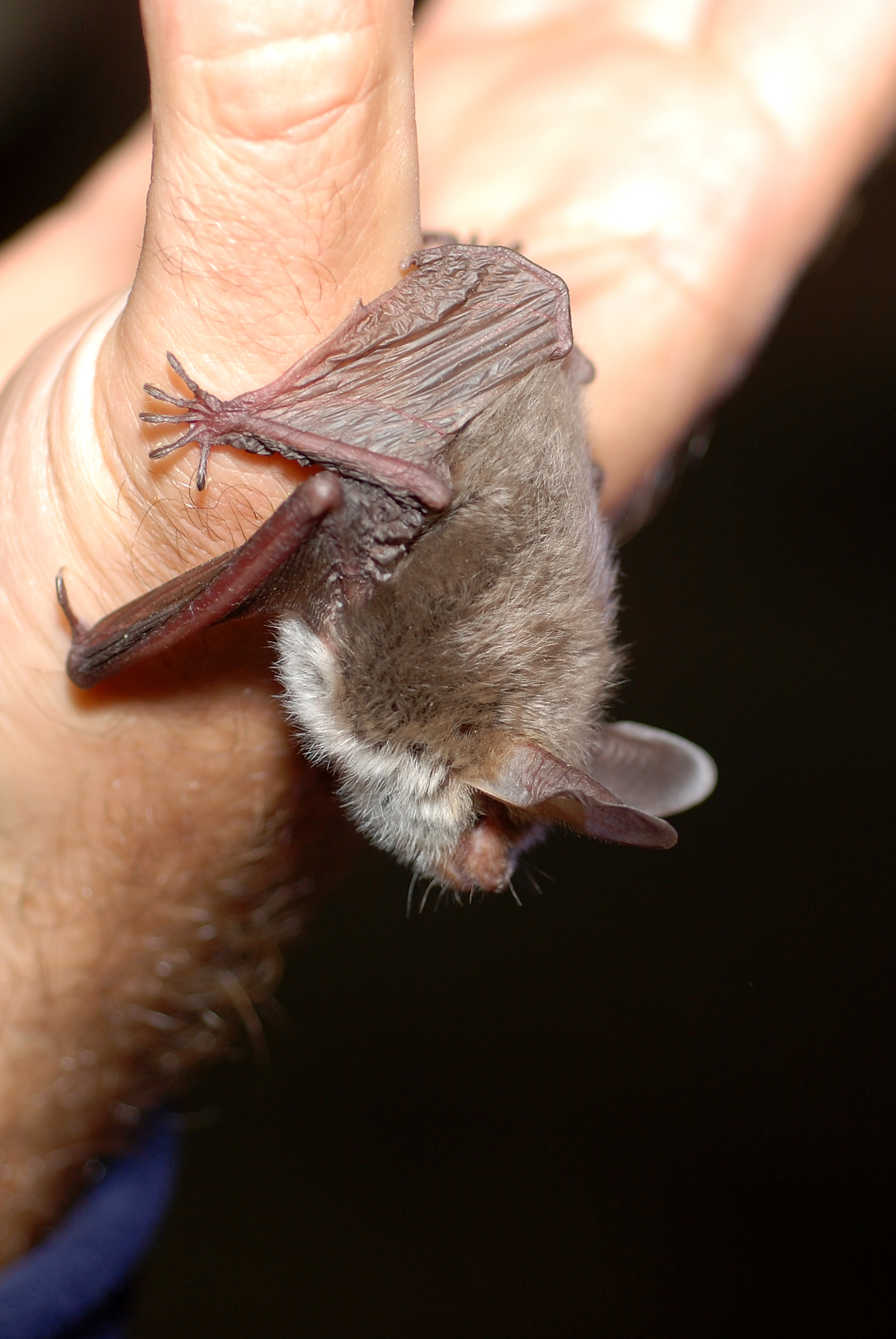
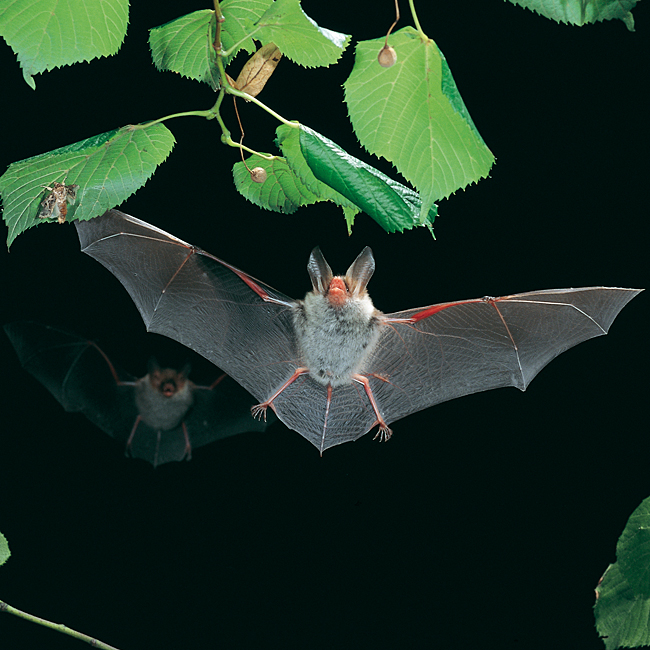
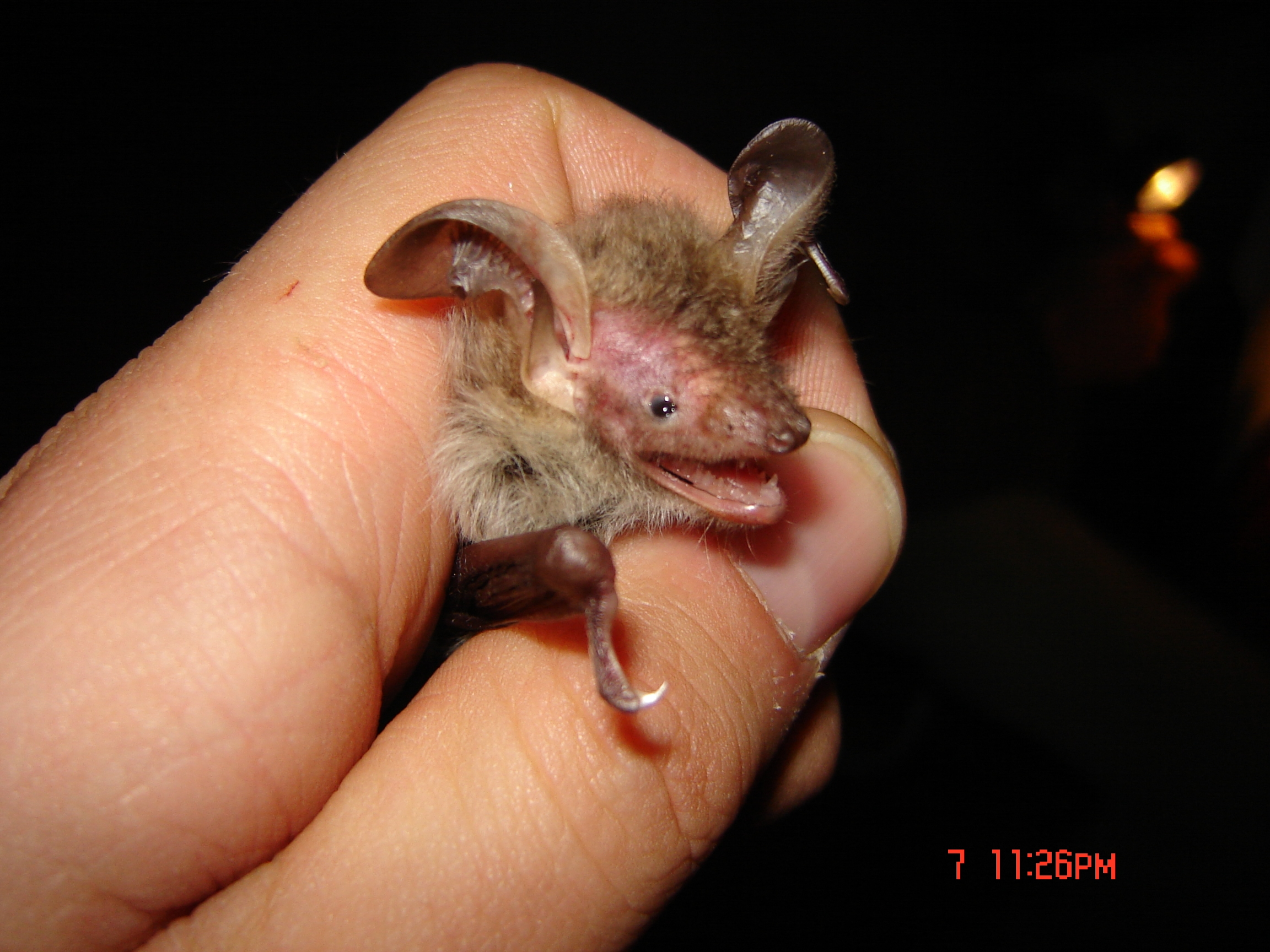
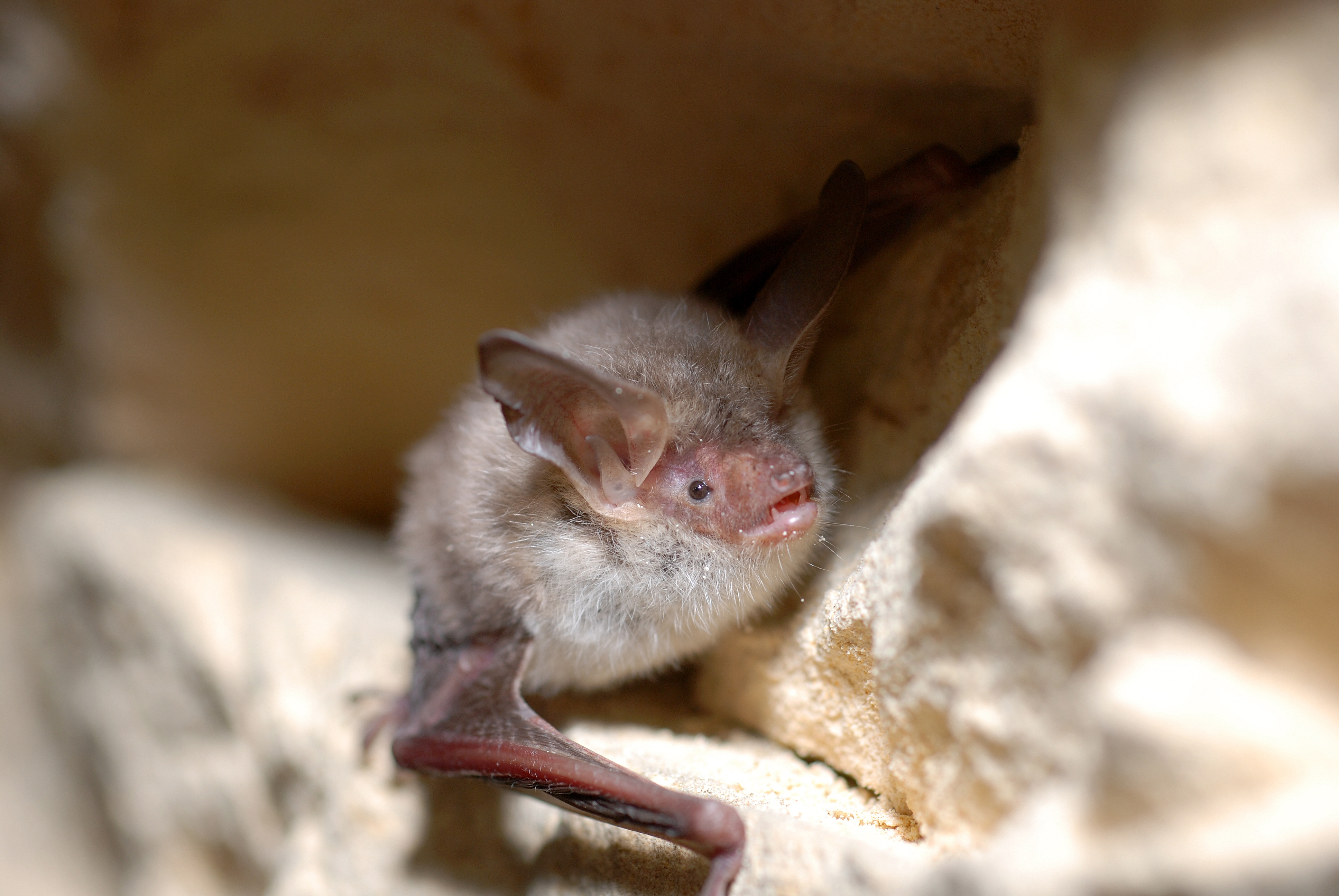